# Parche de nicotina

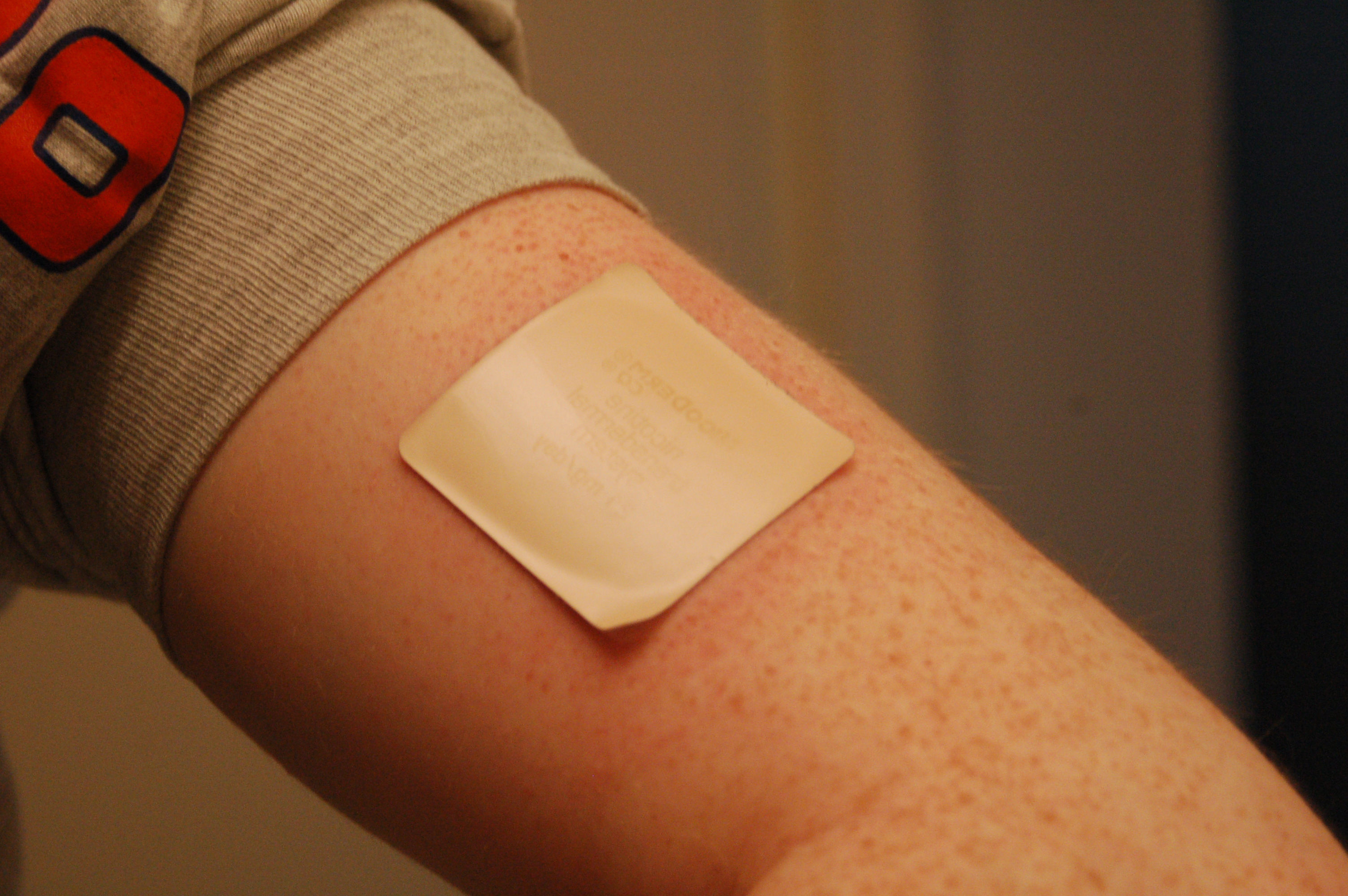
Parche de nicotina

Los parches de nicotina son parches transdérmicos usados para tratar el tabaquismo o adicción al tabaco como terapia de reemplazo de nicotina. Están disponibles desde 1992 cuando la FDA aprobó cuatro parches transdérmicos de nicotina, dos de los cuales se venden sin prescripción desde 1996.
El parche, en teoría, debería suplir las ganas de fumarse un cigarro, debido a que, al fijarse en la piel (normalmente en el brazo, hombro o glúteo), libera una dosis de nicotina inferior a la de un cigarrillo, pero liberando las endorfinas que se liberaría con la dosis de tabaco que consumiría la persona, quitando las ganas de fumar.
Respecto a su eficacia aún no hay datos concluyentes pero los investigadores han encontrado que son más eficaces que el placebo y que los chicles de nicotina y que el efecto es mayor si se usan con métodos conductuales y fármacos antagonistas de la nicotina como la mecamilamina y la naltrexona así como con el antidepresivo bupropion.
Los parches de nicotina no se deben usar durante el embarazo pues la nicotina podría ayudar a desencadenar defectos cognitivos relacionados con la audición de los recién nacidos y la exposición fetal a la nicotina podría ser la responsable.

## Historia
El primer estudio sobre la farmacocinética del parche transdérmico de nicotina en humanos fue publicado en 1984 por Jed Rose, Murray Jarvik y Daniel Rose, seguido por Rose et al. (1985) publicaron los resultados de un estudio con fumadores que demostró que el parche transdérmico de nicotina reducía el deseo de fumar. Frank Etskorn solicitó una patente en Estados Unidos el 23 de enero de 1985, que le fue concedida el 1 de julio de 1986. La Universidad de California presentó una solicitud de patente competidora casi tres años después de la solicitud de Etskorn, el 19 de febrero de 1988, que le fue concedida el 1 de mayo de 1990. Posteriormente, la Oficina de Patentes de EE. UU. declaró una interferencia y, tras un cuidadoso análisis del concepto, la reducción a la práctica y la fecha de presentación de la patente, emitió el 29 de septiembre de 1993 una decisión de prioridad a favor de la patente de Rose et al.

## Aplicación
El parche suele llevarse entre 16 y 24 horas. El parche puede retirarse por la noche antes de acostarse si se producen sueños vívidos y no deseados.

## Efectos secundarios
Los efectos secundarios más frecuentes de los parches de nicotina son: tos, dolor de cabeza, náuseas, mareos, insomnio, sueños perturbadores, sudoración, lagrimeo, dificultad para respirar e irritación de la piel en el lugar de aplicación. Los usuarios del parche eran menos propensos a declarar los siguientes efectos secundarios: diarrea, mareos, frialdad en las extremidades, vómitos y palpitaciones.

## Accesibilidad
Los parches de nicotina pueden adquirirse sin receta en farmacias de distintos fabricantes.